# Cronologia da Guerra Fria
Esta é uma cronologia da Guerra Fria.
| Ano  | Acontecimento |
| ---- | --- |
| 1945 | Cientistas estadunidenses testam com sucesso o primeiro dispositivo atômico do mundo. Em agosto de 1945 os Estados Unidos atacam as cidades de Hiroshima e Nagasaki com armas nucleares. |
| 1946 | Winston Churchill cita a expressão "iron curtain" ou, em português, "cortina de ferro", em discurso pronunciado no Westminster College, em Fulton, Missouri, nos Estados Unidos, em 5 de março de 1946. |
| 1947 | O presidente estadunidense, Harry S. Truman estabelece a Doutrina Truman, em um violento discurso no dia 12 de março de 1947, assumindo o compromisso de "defender o mundo capitalista contra a ameaça socialista", iniciando a Guerra Fria. Em seguida, o secretário de estado George Catlett Marshall anunciou a disposição de os Estados Unidos colaborar financeiramente para a recuperação da economia dos países europeus, o Plano Marshall. Truman deu início à concessão de créditos auxiliando a Grécia e a Turquia, com o objetivo de sustentar governos pró-ocidentais naqueles países. |
| 1949 | A URSS testa seu primeiro dispositivo nuclear. Criada a OTAN. |
| 1950 | Grupos desarmamentistas começam a pressionar em favor do desarmamento nuclear unilateral, em que um lado desiste de suas armas nucleares esperando que o outro faça o mesmo. Durante a Guerra da Coreia o general americano Douglas MacArthur discute publicamente a possibilidade de usar armas nucleares para definir o conflito. |
| 1952 | O Reino Unido explode um dispositivo nuclear. Ano da primeira bomba termonuclear (hidrogênio), testada pelos Estados Unidos. |
| 1953 | Morte de Stalin, assume em seu lugar Nikita Kruschev, o novo chefe da União Soviética. Fim da Guerra da Coreia. A URSS testa sua primeira bomba termonuclear (hidrogênio). |
| 1957 | A União Soviética lança o primeiro satélite artificial, o Sputnik, lançado com o foguete Sputinik-1, cuja versão militar foi o primeiro Míssil balístico intercontinental, o R-7 Semyorka. |
| 1960 | A França explode um dispositivo nuclear. |
| 1961 | A União Soviética lança o primeiro homem ao espaço, Yuri Gagarin, a bordo do foguete Vostok-1, da família R-7, uma versão civil do Míssil balístico intercontinental Vostok-K (GRAU 8K72K). |
| 1964 | A China testa o seu primeiro dispositivo nuclear. |
| 1964 | Renúncia de Kruschev, Leonid Brejnev se torna o novo Secretário-geral da União Soviética. |
| 1969 | Os estadunidenses testam o MRV (veículos de reentradas múltiplas), permitindo que os mísseis transportem até cinco ogivas nucleares separadas. Os soviéticos fazem o mesmo. Estadunidenses e soviéticos discutem o controle da tecnologia nuclear, enquanto sua proliferação ameaça o equilíbrio nuclear conhecido como MAD. Confronto armado na fronteira da URSS e China, marca o auge das tensoes entre soviéticos e chineses. |
| 1971 | A República Popular da China substituiu Taiwan (República da China) como representante da China na ONU e como um dos cinco membros permanentes do seu Conselho de Segurança. |
| 1972 | Um tratado sobre mísseis antibalísticos limitando o emprego de apenas dois sistemas em cada superpotência, em suas capitais, foi assinado como parte do SALT I. Presidente Nixon, dos EUA visita a China comunista. |
| 1973 | Estados Unidos reconhecem a China comunista como representante da China, ao invés de Taiwan, embora as Relações diplomaticas so sejam normalizadas em 1979. |
| 1974 | Acordo EUA-URSS para impor um "teto" na quantidade de sistemas de ataque nuclear (bombardeiros, mísseis balísticos intercontinentais e submarinos nucleares) em cada superpotência. |
| 1977 | Criada a Constituição Soviética de 1977, de acordo com esta, Brejnev é eleito o presidente. |
| 1979 | O acordo SALT II reduziu os limites de armas nucleares. Invasão soviética do Afeganistão dificultou a ratificação do tratado pelo senado norte-americano. |
| 1980 | START (conversações sobre redução de armas estratégicas), que sucedeu o SALT, faz pouco progresso. |
| 1982 | Morte de Leonid Brejnev. Iuri Andropov sucede-lhe como secretário-geral do PCUS e presidente da União Soviética. |
| 1983 | O presidente dos EUA, Ronald Reagan, anuncia sua decisão de custear um sistema defensivo aeroespacial anti mísseis balísticos chamado de "Guerra nas Estrelas". |
| 1984 | Morte de Iuri Andropov. Konstantin Chernenko é o novo secretário-geral do PCUS e presidente da União Soviética. |
| 1985 | Morte de Konstantin Chernenko, Mikhail Gorbatchov é o novo secretário-geral do PCUS e presidente da União Soviética. |
| 1987 | Acordo EUA-URSS para abolir as forças nucleares intermediárias terrestres. |
| 1988 | A URSS inicia a retirada de suas tropas do Afeganistão. Fim da Guerra Irã-Iraque. Iniciadas as tentativas para encerrar o confronto entre Angola e África do Sul na África Austral, pondo fim à Guerra Civil Angolana. |
| 1989 | Queda do muro de Berlim. Primeiro grande marco do fim da Guerra Fria e do conflito capitalismo-socialismo. |
| 1990 | Com base no acordo START, as duas superpotências concordam em reduzir, até 1998, os arsenais estratégicos para 6000 ogivas nucleares em cada um dos países. |
| 1991 | As superpotências concordam em eliminar todos os mísseis táticos terrestres armados com ogivas nucleares táticas que havia na Europa e na Península Coreana. Com a dissolução da União Soviética, as armas nucleares estratégicas não ficaram apenas na Rússia, mas também na Bielorrússia, Ucrânia e Cazaquistão, que concordam com sua transferência para a Rússia para a destruição de todos. Marco definitivo do fim da Guerra Fria, com o desmantelamento da URSS. |